# Fenshui (socken i Kina, Hunan)
Fenshui (kinesiska: 分水, 分水乡) är en socken i Kina. Den ligger i provinsen Hunan, i den södra delen av landet, omkring 81 kilometer sydväst om provinshuvudstaden Changsha. Antalet invånare är 28346. Befolkningen består av 14 068 kvinnor och 14 278 män. Barn under 15 år utgör 17,0 %, vuxna 15-64 år 67 %, och äldre över 65 år 15,0 %.
Genomsnittlig årsnederbörd är 1 784 millimeter. Den regnigaste månaden är maj, med i genomsnitt 354 mm nederbörd, och den torraste är oktober, med 38 mm nederbörd.